# Nunc dimittis

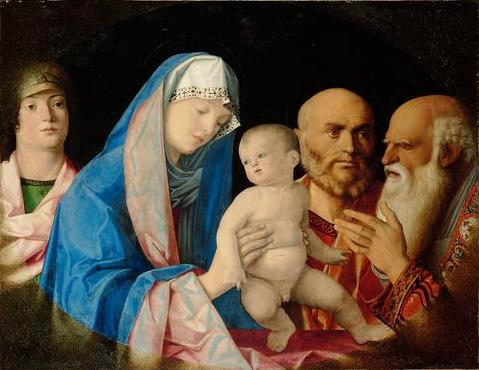
La presentación en el templo por Giovanni Bellini.

El Nunc dimittis, también llamado El cántico de Simeón, es un cántico  del Evangelio de Lucas, así llamado por sus primeras palabras traducidas al latín, que significan "Ahora dejas". Es uno de los cuatro Cánticos Evangélicos, siendo los otros tres el Magníficat o Cántico de María, el Benedictus o Cántico de Zacarías y el Gloria in excelsis Deo, adoración de las huestes celestiales en el 2:14. 
Dentro de la Liturgia de las horas, el Nunc dimittis es el canto evangélico empleado en el rezo de las completas.

## Simeón
Siméon era un devoto judío a quien el Espíritu Santo le había prometido que no moriría hasta haber visto al Salvador. Cuando la Virgen María, y San José, llevaban al Niño Jesús al Templo de Jerusalén para realizar la ceremonia de consagración del primogénito, Simeón estaba allí, y tomó a Jesús en sus brazos y recitó el canto siguiente:
Ahora señor puedes dejar que tu siervo muera en paz, como lo has prometido, porque mis ojos han visto la salvación que preparaste delante de todos los pueblos: luz para iluminar a las naciones paganas y gloria de tu pueblo Israel.

## Versiones

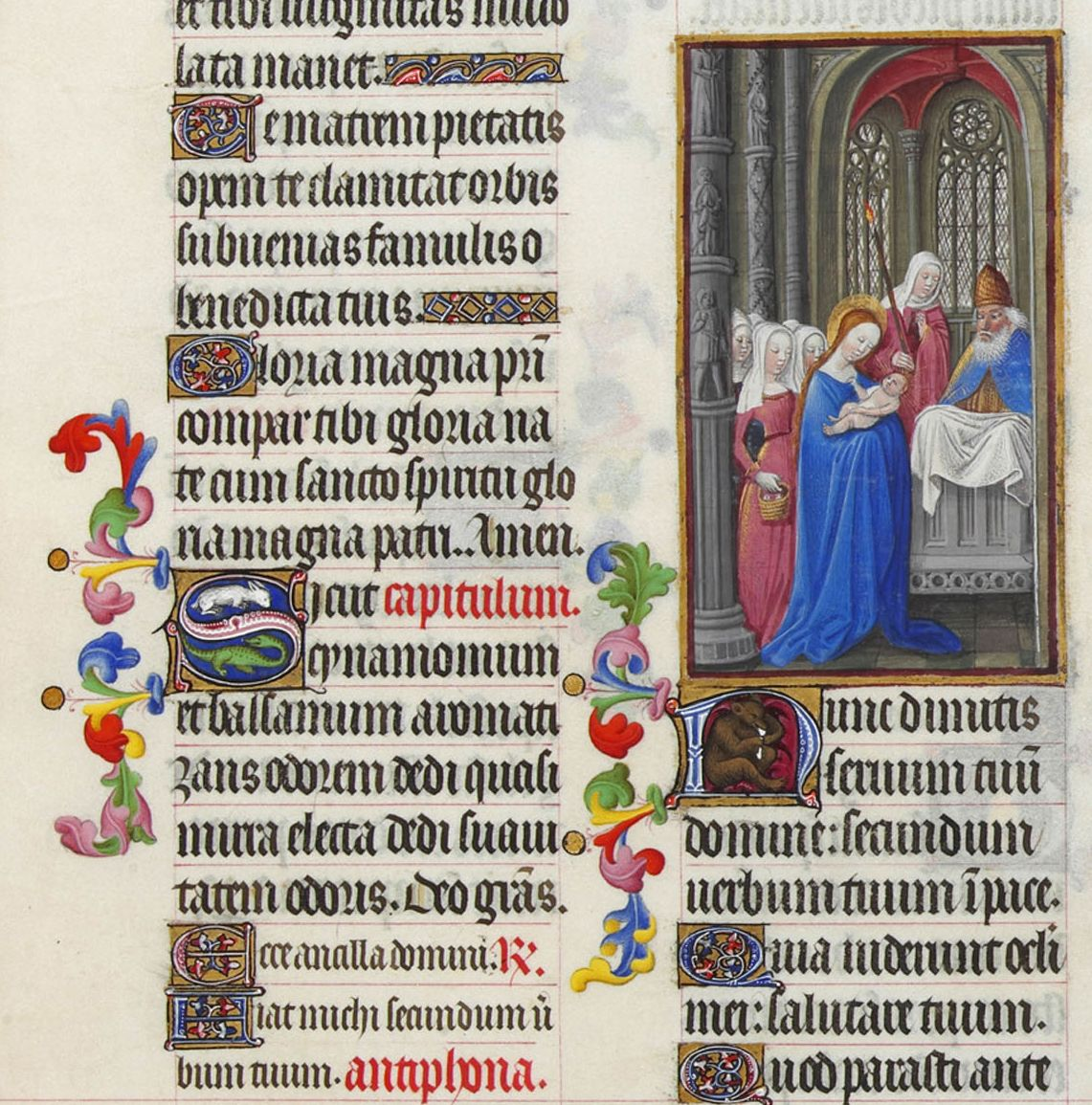
Comienzo del Nunc dimittis en el libro Las muy Ricas Horas del Duque de Berry.

El original griego:
Nῦν ἀπολύεις τὸν δοῦλόν σου, δέσποτα, κατὰ τὸ ῥῆμά σου ἐν εἰρήνῃ,
ὅτι εἶδον οἱ ὀφθαλμοί μου τὸ σωτήριόν σου,
ὃ ἡτοίμασας κατὰ πρόσωπον πάντων τῶν λαῶν,
φῶς εἰς ἀποκάλυψιν ἐθνῶν καὶ δόξαν λαοῦ σου ᾿Ισραήλ.
Latín: (Vulgata)
Nunc dimittis servum tuum, Domine, secundum verbum tuum in pace:

Quia viderunt oculi mei salutare tuum

Quod parasti ante faciem omnium populorum:

Lumen ad revelationem gentium, et gloriam plebis tuae Israel.

Español: (Reina-Valera)
Ahora despides, Señor, á tu siervo, conforme a tu palabra, en paz;
Porque han visto mis ojos tu salvación,
La cual has aparejado en presencia de todos los pueblos;
Luz para ser revelada á los Gentiles, Y la gloria de tu pueblo Israel.
Español: (versión de Antonio Fuentes Mendiola, 1986)
Ahora, Señor, puedes dejar que tu siervo se vaya en paz, según tu palabra,
porque mis ojos han visto tu salvación,
la que has preparado ante la faz de todos los pueblos,
luz para revelación de los gentiles y gloria de tu pueblo Israel.
Español: (Libro de Oración Común de la Iglesia Anglicana)
Ahora despides, Señor, a tu siervo,  conforme a tu palabra, en paz.
Porque han visto mis ojos tu salvación,
La cual has aparejado  en presencia de todos los pueblos;
Luz para ser revelada a los Gentiles, y la gloria de tu pueblo Israel.
Inglés: (Biblia del rey Jacobo)
Lord, now lettest thou thy servant depart in peace, according to thy word:
For mine eyes have seen thy salvation,
Which thou hast prepared before the face of all people;
A light to lighten the Gentiles, and the glory of thy people Israel.
Español: (Sagrada Biblia. Versión Oficial de la Conferencia Episcopal Española)
Ahora, Señor, según tu promesa, puedes dejar a tu siervo irse en paz.
Porque mis ojos han visto a tu Salvador,
a quien has presentado ante todos los pueblos:
luz para alumbrar a las naciones y gloria de tu pueblo Israel.

## Adaptaciones musicales
Muchos compositores han puesto música al texto, generalmente emparejado con el Magníficat. Actualmente es usual este cántico (en su versión en inglés) durante los servicios fúnebres anglicanos, con el arreglo musical de Charles Villiers Stanford.

## Influencia literaria
El Nunc dimittis ha inspirado a diversos autores; algunos son los siguientes:
- Ezra Pound en el epigrama "Cantico del Sole" (Cántico del sol, 1918).[7]
- T. S. Eliot en su poema A Song for Simeon (Una canción para Simeón, 1928).[8]
- Roald Dahl en su relato "Nunc Dimittis" (1953), contenido en Relatos de lo inesperado (1979).
- Joseph Brodsky en su poema "Nunc Dimittis" (1972).[9]
- Tanith Lee en su relato "Nunc Dimittis" (1983-1986).
- Y a John le Carre en diversas obras (1962-1974-2001).